# Johann van der Westhuizen
Johann Vincent van der Westhuizen (Windhoek, 26 mei 1952) is een Zuid-Afrikaans rechtsgeleerde en voormalig rechter van het Constitutioneel Hof van Zuid-Afrika.

## Jeugd en studie
Van der Westhuizen werd geboren in Windhoek, Namibië. Hij ging in Windhoek en Pretoria naar school. In 1973 behaalde hij zijn Bachelor of Arts in rechten, in 1975 zijn Bachelor of Laws (LLB) en in 1980 zijn Doctor of Laws (LLD) — allen bij de Universiteit van Pretoria.

## Juridische carrière
In 1999 werd hij door toenmalig president Nelson Mandela aangewezen als rechter van de Transvaalse afdeling van het Hooggerechtshof van Zuid-Afrika in Pretoria. Hij vervolgde zijn carrière bij het Constitutioneel Hof van Zuid-Afrika, waar hij op 1 februari 2004 als rechter diende. Zaken bij het Constitutioneel Hof waar van der Westhuizen het vonnis schreef gingen onder meer over grondwetswijzigingen, provinciale grenzen, eerlijke processen, gelijkheid en het recht op privacy.
Hij beëindigde zijn carrière bij het Constitutioneel Hof op 29 januari 2016.